# Shinmura-Izuru-Preis
Shinmura-Izuru-Preis (japanisch 新村出賞) ist ein japanischer Sprach- und Wissenschaftspreis für Linguistik, der seit 1982 alljährlich von der „Stiftung zum Andenken an Shinmura Izuru“ (新村出記念一般財団法人 Shinmura Izuru kinen ippan zaidanhōjin) verliehen wird. Der Preis wurde nach Shinmura Izuru, einem japanischen Linguisten und Herausgeber des Wörterbuchs Kōjien (広辞苑), benannt und 15 Jahre nach dessen Tod eingerichtet. Der Preis wird an einzelne Forscher oder Gruppen für herausragende Leistungen auf den Gebieten der Philologie und der Sprachwissenschaft vergeben. Er ist mit 1 Million Yen dotiert.

## Preisträger

### 1982 bis 1990
- 1982 Uralic Society of Japan für herausragende Forschungsleistungen, publiziert in der Fachzeitschrift Uralica Nr. 5, und Forschungsgruppe für die Geschichte des japanischen Wortschatzes (国語語彙史研究会) für herausragende Forschungsleistungen, publiziert in der Fachzeitschrift Kokugo goishi no kenkyū (國語語彙史の研究) Nr. 2 und 3
- 1983 Forschungsinstitut Hōbōgirin  (法宝義林研究所) für herausragende Forschungen zum Hōbōgirin, einem Lexikon des Buddhismus (仏教辞典『法宝義林』の研究業績に対して)
- 1984 Ishizuka Harumichi für Zushoryōbon Nihon Shoki kenkyūhen (図書寮本日本書紀　研究篇), etwa Forschungsausgabe des Nihonshoki und Endō Jun’ichi für Isopo monogatari no gententeki kenkyū, seihen zokuhen (「伊曽保物語」の原典的研究　正編・続編), etwa Forschungen zum Manuskript der Fabeln des Äsop (Hauptteil und Fortsetzung)
- 1985 Yamaguchi Yukihiro für Arai-chō no hōgen taikei (新居町の方言体系), etwa System der Dialekte in Arai und Yamaguchi Yoshiki für Kodai Nihongo bumpō no seiritsu no kenkyū (古代日本語文法の成立の研究), etwa Forschungen zur Entstehung der Grammatik des alten Japanisch
- 1986 Minegishi Akira für Heian jidai kokiroku no kokugogakuteki kenkyū (平安時代古記録の国語学的研究), etwa Philologische Forschung zu historischen Dokumenten der Heian-Zeit
- 1987 Ōtaka Yorio für Marie de France – Oeuvres complètes und Takeuchi Kazuo für Turukogo  (トルコ語辞典), etwa Lexikon des Türkischen und Forschung zur Sprache der Kamakura-Zeit (鎌倉時代語研究) für die gleichnamige Kompilation in 10 Bänden
- 1988 Fukuda Konshi für Manshūgo bungo jiten (満洲語文語辞典), etwa Wörterbuch des Mandschurischen
- 1989 Aoki Haruo für Transkription und Übersetzung der Nez Percé minwashū (ネズ・パース民話集), der Volkssagen der Nez Percé
- 1990 Nihon hōgen kenkyūkai (日本方言研究会, Forschungsgesellschaft für Dialekte des Japanischen) für Tōjō Misao sensei seitan 100nen kinen Nihon hōgen kenkyū no ayumi (東条操先生生誕100年記念日本方言研究の歩み　論文篇・文献目録)[Anm. 1]

### 1991 bis 2000
- 1991 Akinaga Kazue für Kokin-wakashū seitenbon no kenkyū (古今和歌集声点本の研究) und Yoshida Kazuhiko für The Hittite Mediopassive Endings in-ri
- 1992 Mase Yoshio für eine Dialektausgabe des Naganoken-shi (長野県史), der Geschichte der Präfektur Nagano
- 1993 Matsuda Masayoshi, Itoi Kan’ichi, Hidaka Kōichirō für Hōgen seikatsu 30nen no hen’yō (方言生活30年の変容), etwa Wandlung der Dialekte in 30 Jahren
- 1994 Nakajima Motoki für Gendai Kantongo jiten (現代廣東語辭典), etwa Wörterbuch des modernen Kantonesisch
- 1995 Sakai Kenji für Kōyō gunkan taisei (甲陽軍鑑大成), etwa Vollendung des Kōyō Gunkan und Takeuchi Tsuguhito für Old Tibetan Contracts from Central Asia
- 1996 Soeda Kenjirō für Nihongo akusento-shi no shomondai (日本語アクセント史の諸問題), etwa Probleme der Geschichte der japanischen Akzente
- 1997 nicht vergeben
- 1998 Yonekawa Akihiko für Nihongo shuwa jiten (日本語‐手話辞典), etwa Lexikon der japanischen Gebärdensprache und Hachiya Masato für Kokugo chōfukugo no gokōseironteki kenkyū (国語重複語の語構成論的研究) und Sakono Fuminori für Bunken hōgenshi kenkyū (文献方言史研究)
- 1999 Numoto Katsuaki für Nihongo kanjion no rekishiteki kenkyū (日本漢字音の歴史的研究 体系と表記をめぐって) und Matsuda Kiyoshi für Yōgaku no shoshiteki kenkyū (洋学の書誌的研究), etwa Bibliographische Forschungen zu den europäischen Wissenschaften
- 2000 Yamaguchi Yasuko für Konjaku monogatarishū no bunshō kenkyū: kakitomerareta "monogatari" (今昔物語集の文章研究  書きとめられた「ものがたり」)

### 2001 bis 2010
- 2001 nicht vergeben
- 2002 Muroyama Toshiaki für Yoko shakai no kōzō to imi: hōgen seikō goi ni miru (「ヨコ」社会の構造と意味 方言性向語彙に見る), etwa Struktur und Bedeutung der Yoko-Gesellschaft vom Dialekt und Wortschatz her betrachtet und Kobayashi Chigusa für Chūsei bunken no hyōgenronteki kenkyū (中世文献の表現論的研究), etwa Forschungen zu Ausdruck(sformen) in mittelalterlichen Dokumenten
- 2003 Katō Shigehiro für Nihongo shūshoku kōzō no goyōronteki kenkyū (日本語修飾構造の語用論的研究), etwa Forschungen zur Struktur von Ausschmückungen im Japanischen
- 2004 Kobayashi Takashi für Hōgengakuteki Nihongo-shi no hōhō (方言学的日本語史の方法), etwa Methoden der dialektologischen Sprachgeschichte (des Japanischen)
- 2005 Watanabe Onore für Suraiamon-go keitaihō kijutsu tōgohō taisetsu (スライアモン語形態法記述、統語法概説), etwa Beschreibung der Morphologie und Überblick über die Syntax des Comox-Sliammon und Yumoto Yōko für Fukugō dōshi, hasei dōshi no imi to tōgo (複合動詞・派生動詞の意味と統語), etwa Syntax und Bedeutung zusammengesetzter und abgeleiteter Verben
- 2006 Yamamoto Shingo für Heian-Kamakura-jidai ni okeru hyōhaku gammon no buntai no kenkyū (平安鎌倉時代における表白・願文の文体の研究) und Kinsui Satoshi für Nihongo sonzai hyōgen no rekishi (日本語存在表現の歴史), etwa Geschichte der Ausdrücke des Vorhandenseins im Japanischen
- 2007 nicht vergeben
- 2008 nicht vergeben
- 2009 Sasaki Isamu für Heian-Kamakura-jidai ni okeru Nihon-kan'on no kenkyū (平安鎌倉時代における日本漢音の研究), etwa Forschungen zur Kan’on-Lesung in der Heian- und Kamakura-Zeit
- 2010 nicht vergeben

### 2011 bis 2020
- 2011 Ueno Kazuaki[1] für Heikyoku fubon ni yoru kinsei kyōto akusento no shiteki kenkyū (平曲譜本による近世京都アクセントの史的研究) und Miyai Rika, Motoi Makiko für Kinzōron honbun to kenkyū (金蔵論　本文と研究)
- 2012 Kobayashi Masato für Texts and Grammar of Malto
- 2013 nicht vergeben
- 2014 Kudō Mayumi für Gendai Nihongo mūdo tensu asupekto-ron (現代日本語ムード・テンス・アスペクト論)
- 2015 nicht vergeben
- 2016 nicht vergeben
- 2017 Hayatsu Emiko für Gendai Nihongo no shiekibun (現代日本語の使役文)
- 2018 nicht vergeben
- 2019 Hizume Shūji für Nihongo onsetsu kōzōshi no kenkyū (日本語音節構造史の研究)
- 2020 nicht vergeben

### Seit 2021
- 2021 Shinichiro Tawada für 沖縄語動詞形態変化の歴史的研究
- 2022 nicht vergeben
- 2023 Shigeki Kaji für linguistische Arbeiten
- 2024 Isao Ueda für ein Buch zur klinischen Phonologie[2]